# Lena Styren
Lena Styren är en svensk TV-producent som producerat flera internationella nöjesformat för en svensk publik.
Styren började arbeta för Wegelius Television i mitten av 1990-talet. Hon var producent för programmet Så ska det låta som hade premiär i januari 1997. Programmet blev populärt och Styren var dess producent i flera år efter premiären.
Hon var även producent för Let's Dance när programmet hade premiär i TV4 år 2006. Även Let's Dance blev en tittarframgång.
Styren lämnade sedermera MTV Mastiff (tidigare Wegelius TV) för att gå över till Meter Film & Television. År 2011 mottog hon TV-producenternas pris för "Årets producent".
Lena Styren är i skrivande stund (2025) exekutiv producent för kocken Markus Aujalays matlagningsprogram på Youtube.

## Källhänvisningar
1. ↑  Vinnarna av TV-Producenternas pris korade, Film- och TV-producenterna, 11 maj 2011, läs online.[källa från Wikidata]
2. 1 2  Dans lyfter TV4, Dagens Industri, 2 mars 2006
3. ↑  Spelet bakom miljonsuccén, Aftonbladet, 19 mars 2005
4. ↑  Vinnarna av TV-Producenternas pris korade, 11 maj 2011